# Llista de topònims de Terrades
Llista de topònims (noms propis de lloc) del municipi de Terrades, a l'Alt Empordà
Informació actualitzada per un bot. Els canvis manuals es perdran quan s'actualitzi!

## castell
| imatge | Nom                      | Ubicat a | instància de | Detalls                                                       | coordenades                                                                                              | Protecció                                            | Commons (més fotos)      | Dades a WD                    |
| ------ | ------------------------ | -------- | ------------ | ------------------------------------------------------------- | --- | ---------------------------------------------------- | ------------------------ | ----------------------------- |
|        | Castell Terrades         | Terrades | castell      | Estil: arquitectura popular 13rd century                      | 42° 18′ 27″ N, 2° 51′ 32″ E / 42.3074°N,2.85882°E ca:Puig de la Roca 265 msnm                            | bé d'interès cultural bé cultural d'interès nacional | Castell Terrades         | Modifica les dades a Wikidata |
|        | castell de Palau-surroca | Terrades | castell      | Estil: arquitectura romànica arquitectura gòtica 10th century | 42° 17′ 53″ N, 2° 52′ 18″ E / 42.298111111111°N,2.8717222222222°E ca:Al veïnat de Palau-surroca 207 msnm | bé d'interès cultural bé cultural d'interès nacional | Castell de Palau-surroca | Modifica les dades a Wikidata |

## curs d'aigua
| imatge | Nom    | Ubicat a                                                 | instància de | Detalls                                               | coordenades | Protecció | Commons (més fotos) | Dades a WD                    |
| ------ | ------ | -------------------------------------------------------- | ------------ | ----------------------------------------------------- | --- | --------- | ------------------- | ----------------------------- |
|        | Muga   | Comarques gironines                                      | curs d'aigua | Desemboca: mar Mediterrània Llarg: 70km Conca: 961km² | 42° 21′ 23″ N, 2° 34′ 01″ E / 42.356279°N,2.567071°E 42° 14′ 07″ N, 3° 07′ 31″ E / 42.235380930036°N,3.1252241134644°E |           | Muga                | Modifica les dades a Wikidata |
|        | Rissec | Terrades Cistella Llers Vilanant Avinyonet de Puigventós | curs d'aigua | Desemboca: Manol                                      | 42° 15′ 35″ N, 2° 54′ 17″ E / 42.25963889°N,2.90477222°E                                                               |           |                     | Modifica les dades a Wikidata |

## edifici
| imatge | Nom                                          | Ubicat a | instància de | Detalls                     | coordenades                                                                              | Protecció                                  | Commons (més fotos)         | Dades a WD                    |
| ------ | -------------------------------------------- | -------- | ------------ | --------------------------- | ---------------------------------------------------------------------------------------- | ------------------------------------------ | --------------------------- | ----------------------------- |
|        | Centre Sociosanitari Mare de Déu de la Salut | Terrades | edifici      |                             |                                                                                          | bé integrant del patrimoni cultural català |                             | Modifica les dades a Wikidata |
|        | Galeria del Barri del Mas                    | Terrades | edifici      | Estil: arquitectura popular | 42° 18′ 32″ N, 2° 50′ 19″ E / 42.308829°N,2.83873°E ca:Carrer del Barri del Mas 238 msnm | bé integrant del patrimoni cultural català | Galeria del Barri del Mas   | Modifica les dades a Wikidata |
|        | Societat la Unió Terradenca                  | Terrades | edifici      | Estil: arquitectura popular | 42° 18′ 37″ N, 2° 50′ 19″ E / 42.3102°N,2.83859°E 229 msnm                               | bé integrant del patrimoni cultural català | Societat la Unió Terradenca | Modifica les dades a Wikidata |

## entitat singular de població
| imatge | Nom           | Ubicat a | instància de                                                                   | Detalls                                         | coordenades                                                                                      | Protecció                                  | Commons (més fotos) | Dades a WD                    |
| ------ | ------------- | -------- | ------------------------------------------------------------------------------ | ----------------------------------------------- | ------------------------------------------------------------------------------------------------ | ------------------------------------------ | ------------------- | ----------------------------- |
|        | Palau-surroca | Terrades | entitat singular de població ens local històric de Catalunya                   | Estil: arquitectura popular 13rd century 29 hab | 42° 17′ 53″ N, 2° 52′ 12″ E / 42.298191°N,2.87005°E ca:Al sud-est del nucli de Terrades 215 msnm | bé integrant del patrimoni cultural català | Palau-surroca       | Modifica les dades a Wikidata |
|        | Terrades      | Terrades | entitat singular de població ens local històric de Catalunya capital municipal | 292 hab                                         | 42° 18′ 37″ N, 2° 50′ 23″ E / 42.310288°N,2.839636°E 228 msnm                                    |                                            |                     | Modifica les dades a Wikidata |
|        | la Guàrdia    | Terrades | entitat singular de població                                                   | 21 hab                                          | 42° 18′ 29″ N, 2° 52′ 35″ E / 42.308150542504°N,2.8763216769833°E 221 msnm                       |                                            |                     | Modifica les dades a Wikidata |

## església
| imatge | Nom                                    | Ubicat a | instància de    | Detalls                                           | coordenades | Protecció                                  | Commons (més fotos)                               | Dades a WD                    |
| ------ | -------------------------------------- | -------- | --------------- | ------------------------------------------------- | --- | ------------------------------------------ | ------------------------------------------------- | ----------------------------- |
|        | Ermita de Sant Sebastià                | Terrades | església ermita | Estil: arquitectura popular                       | 42° 18′ 36″ N, 2° 50′ 41″ E / 42.3101°N,2.84468°E ca:Carretera de Llers                                                                 | bé integrant del patrimoni cultural català | Ermita de Sant Sebastià (Terrades)                | Modifica les dades a Wikidata |
|        | Ermita de Santa Magdalena              | Terrades | església ermita | Estil: arquitectura romànica arquitectura popular | 42° 19′ 28″ N, 2° 49′ 33″ E / 42.3245°N,2.82586°E ca:Al cim de la muntanya de Santa Magdalena, accés a peu des del santuari de la Salut | bé integrant del patrimoni cultural català | Ermita de Santa Magdalena (Terrades)              | Modifica les dades a Wikidata |
|        | Sant Llorenç                           | Terrades | església        |                                                   | 42° 17′ 54″ N, 2° 52′ 19″ E / 42.2984086451998°N,2.87192702447964°E                                                                     |                                            |                                                   | Modifica les dades a Wikidata |
|        | Santa Cecília de Terrades              | Terrades | església        |                                                   | |                                            |                                                   | Modifica les dades a Wikidata |
|        | Santuari de la Mare de Déu de la Salut | Terrades | església        | Estil: historicisme arquitectònic                 | 42° 19′ 31″ N, 2° 50′ 03″ E / 42.3254°N,2.83426°E ca:Carretera de Boadella a Terrades                                                   | bé integrant del patrimoni cultural català | Santuari de la Mare de Déu de la Salut (Terrades) | Modifica les dades a Wikidata |

## masia
| imatge | Nom                   | Ubicat a | instància de | Detalls                     | coordenades                                                                  | Protecció                                  | Commons (més fotos) | Dades a WD                    |
| ------ | --------------------- | -------- | ------------ | --------------------------- | ---------------------------------------------------------------------------- | ------------------------------------------ | ------------------- | ----------------------------- |
|        | Ca la Cisa            | Terrades | masia        |                             | 42° 18′ 32″ N, 2° 52′ 31″ E / 42.3088145652981°N,2.87535186504598°E          |                                            |                     | Modifica les dades a Wikidata |
|        | Ca la Sivina          | Terrades | masia        |                             | 42° 18′ 30″ N, 2° 52′ 14″ E / 42.3083318470307°N,2.8704872949373°E           |                                            |                     | Modifica les dades a Wikidata |
|        | Cal Sec               | Terrades | masia        |                             | 42° 18′ 26″ N, 2° 52′ 22″ E / 42.3073075770424°N,2.87266125085973°E          |                                            |                     | Modifica les dades a Wikidata |
|        | Can Bonal             | Terrades | masia        | Estil: arquitectura popular | 42° 17′ 54″ N, 2° 52′ 11″ E / 42.2984°N,2.86967°E ca:Palau-surroca           | bé integrant del patrimoni cultural català |                     | Modifica les dades a Wikidata |
|        | Can Campmol           | Terrades | masia        |                             | 42° 17′ 55″ N, 2° 51′ 58″ E / 42.2984739727046°N,2.86604307598993°E 200 msnm |                                            |                     | Modifica les dades a Wikidata |
|        | Can Carabassa         | Terrades | masia        |                             | 42° 19′ 01″ N, 2° 50′ 34″ E / 42.3170603586609°N,2.84288620646976°E          |                                            |                     | Modifica les dades a Wikidata |
|        | Can Damos             | Terrades | masia        |                             | 42° 18′ 33″ N, 2° 52′ 17″ E / 42.3092786130254°N,2.87148031378261°E          |                                            |                     | Modifica les dades a Wikidata |
|        | Can Farigola          | Terrades | masia        |                             | 42° 18′ 02″ N, 2° 51′ 58″ E / 42.3004733427303°N,2.86603883814491°E          |                                            |                     | Modifica les dades a Wikidata |
|        | Can Joan              | Terrades | masia        |                             | 42° 18′ 24″ N, 2° 52′ 26″ E / 42.3067775543505°N,2.87387563645008°E          |                                            |                     | Modifica les dades a Wikidata |
|        | Can Martí Bonal       | Terrades | masia        |                             | 42° 19′ 18″ N, 2° 50′ 10″ E / 42.3216888808341°N,2.83599355880201°E          |                                            |                     | Modifica les dades a Wikidata |
|        | Can Marull            | Terrades | masia        |                             | 42° 18′ 32″ N, 2° 52′ 20″ E / 42.3090093770187°N,2.87233021364349°E          |                                            |                     | Modifica les dades a Wikidata |
|        | Can Mera              | Terrades | masia        |                             | 42° 18′ 03″ N, 2° 51′ 55″ E / 42.3009137638987°N,2.86528571761106°E          |                                            |                     | Modifica les dades a Wikidata |
|        | Can Punsi             | Terrades | masia        |                             | 42° 17′ 53″ N, 2° 52′ 10″ E / 42.2980455524062°N,2.86940440876634°E          |                                            |                     | Modifica les dades a Wikidata |
|        | Can Pàtric            | Terrades | masia        |                             | 42° 18′ 32″ N, 2° 52′ 26″ E / 42.3089481991702°N,2.87401690639637°E          |                                            |                     | Modifica les dades a Wikidata |
|        | Can Quer              | Terrades | masia        |                             | 42° 17′ 54″ N, 2° 52′ 13″ E / 42.2982355636167°N,2.87018043431922°E          |                                            |                     | Modifica les dades a Wikidata |
|        | Can Quera             | Terrades | masia        |                             | 42° 19′ 10″ N, 2° 49′ 15″ E / 42.3194057019452°N,2.82086639804129°E          |                                            |                     | Modifica les dades a Wikidata |
|        | Can Sala              | Terrades | masia        |                             | 42° 18′ 08″ N, 2° 52′ 08″ E / 42.3023497682069°N,2.86875250097655°E          |                                            |                     | Modifica les dades a Wikidata |
|        | Can Serra             | Terrades | masia        |                             | 42° 17′ 52″ N, 2° 51′ 59″ E / 42.297844078121°N,2.86650540644476°E           |                                            |                     | Modifica les dades a Wikidata |
|        | Can Sorreies          | Terrades | masia        |                             | 42° 18′ 33″ N, 2° 52′ 28″ E / 42.3091289209018°N,2.87456255917811°E          |                                            |                     | Modifica les dades a Wikidata |
|        | Can Taronget          | Terrades | masia        |                             | 42° 18′ 32″ N, 2° 49′ 33″ E / 42.3090201070127°N,2.82574928836469°E          |                                            |                     | Modifica les dades a Wikidata |
|        | Can Tomitxo           | Terrades | masia        |                             | 42° 18′ 37″ N, 2° 49′ 14″ E / 42.3102371416279°N,2.82068612213651°E          |                                            |                     | Modifica les dades a Wikidata |
|        | Can Trilleta          | Terrades | masia        |                             | 42° 18′ 51″ N, 2° 48′ 35″ E / 42.3140830934405°N,2.80970555024617°E          |                                            |                     | Modifica les dades a Wikidata |
|        | Can Vila de Sobirats  | Terrades | masia        |                             | 42° 19′ 15″ N, 2° 51′ 16″ E / 42.320733389339°N,2.8544527050175°E            |                                            |                     | Modifica les dades a Wikidata |
|        | Can Xec               | Terrades | masia        |                             | 42° 19′ 59″ N, 2° 49′ 57″ E / 42.3331034917474°N,2.83240740423124°E          |                                            |                     | Modifica les dades a Wikidata |
|        | Mas Martí             | Terrades | masia        |                             | 42° 19′ 19″ N, 2° 50′ 08″ E / 42.3220666515149°N,2.83565276664564°E          |                                            |                     | Modifica les dades a Wikidata |
|        | Mas Pagès             | Terrades | masia        |                             | 42° 17′ 52″ N, 2° 51′ 38″ E / 42.2976478895588°N,2.86057355605024°E          |                                            |                     | Modifica les dades a Wikidata |
|        | Rieradevall           | Terrades | masia        |                             | 42° 18′ 09″ N, 2° 50′ 45″ E / 42.3025465497818°N,2.8459432538957°E           |                                            |                     | Modifica les dades a Wikidata |
|        | el Bruguer            | Terrades | masia        |                             | 42° 18′ 20″ N, 2° 49′ 48″ E / 42.3056219610327°N,2.82987172972564°E          |                                            |                     | Modifica les dades a Wikidata |
|        | el Puig               | Terrades | masia        |                             | 42° 18′ 42″ N, 2° 48′ 26″ E / 42.311657514676°N,2.8071510383839°E            |                                            |                     | Modifica les dades a Wikidata |
|        | la Casa Nova de Palau | Terrades | masia        |                             | 42° 17′ 39″ N, 2° 52′ 02″ E / 42.2941974775225°N,2.86728947634665°E          |                                            |                     | Modifica les dades a Wikidata |
|        | la Cassanya           | Terrades | masia        |                             | 42° 18′ 49″ N, 2° 49′ 11″ E / 42.3135949258557°N,2.81971796695114°E          |                                            |                     | Modifica les dades a Wikidata |
|        | la Penya              | Terrades | masia        |                             | 42° 18′ 30″ N, 2° 48′ 24″ E / 42.3083501434628°N,2.80670158374057°E          |                                            |                     | Modifica les dades a Wikidata |
|        | la Virosella          | Terrades | masia        |                             | 42° 18′ 42″ N, 2° 52′ 01″ E / 42.3115608738768°N,2.86682831346464°E          |                                            |                     | Modifica les dades a Wikidata |

## muntanya
| imatge | Nom                 | Ubicat a                         | instància de | Detalls | coordenades                                                   | Protecció | Commons (més fotos) | Dades a WD                    |
| ------ | ------------------- | -------------------------------- | ------------ | ------- | ------------------------------------------------------------- | --------- | ------------------- | ----------------------------- |
|        | Puig Penjat         | Terrades Boadella i les Escaules | muntanya     |         | 42° 19′ 22″ N, 2° 51′ 30″ E / 42.3228°N,2.85823°E 250.6 msnm  |           |                     | Modifica les dades a Wikidata |
|        | Puig de la Sivina   | Terrades                         | muntanya     |         | 42° 18′ 30″ N, 2° 51′ 59″ E / 42.3084°N,2.86643°E 261.9 msnm  |           |                     | Modifica les dades a Wikidata |
|        | Puig de les Forques | Terrades Cistella                | muntanya     |         | 42° 17′ 47″ N, 2° 51′ 05″ E / 42.2965°N,2.85133°E 235.1 msnm  |           |                     | Modifica les dades a Wikidata |
|        | Puig dels Avalls    | Terrades                         | muntanya     |         | 42° 19′ 06″ N, 2° 51′ 30″ E / 42.3184°N,2.85844°E 346.4 msnm  |           |                     | Modifica les dades a Wikidata |
|        | Santa Maria de Codó | Terrades                         | muntanya     |         | 42° 19′ 28″ N, 2° 49′ 33″ E / 42.324546°N,2.825785°E 526 msnm |           | Santa Maria de Codó | Modifica les dades a Wikidata |

## serra
| imatge | Nom                                                   | Ubicat a                         | instància de | Detalls | coordenades                                                         | Protecció | Commons (més fotos)            | Dades a WD                    |
| ------ | ----------------------------------------------------- | -------------------------------- | ------------ | ------- | ------------------------------------------------------------------- | --------- | ------------------------------ | ----------------------------- |
|        | Muntanya de Santa Magdalena (Sant Llorenç de la Muga) | Sant Llorenç de la Muga Terrades | serra        |         | 42° 19′ 28″ N, 2° 49′ 33″ E / 42.32450833°N,2.82578056°E 526.2 msnm |           | Muntanya de Santa Magdalena    | Modifica les dades a Wikidata |
|        | Serrallonga                                           | Sant Llorenç de la Muga Terrades | serra        |         | 42° 20′ 11″ N, 2° 49′ 41″ E / 42.3364°N,2.82807°E 225.4 msnm        |           |                                | Modifica les dades a Wikidata |
|        | serra de la Quella                                    | Sant Llorenç de la Muga Terrades | serra        |         | 42° 19′ 04″ N, 2° 48′ 39″ E / 42.31771778°N,2.81096944°E 415.1 msnm |           |                                | Modifica les dades a Wikidata |
|        | serra dels Avalls                                     | Terrades                         | serra        |         | 42° 19′ 06″ N, 2° 51′ 30″ E / 42.3184°N,2.85844°E 346.4 msnm        |           | Serra de les Avalls (Terrades) | Modifica les dades a Wikidata |
|        | serra dels Eixarts                                    | Boadella i les Escaules Terrades | serra        |         | 42° 19′ 22″ N, 2° 51′ 29″ E / 42.3228°N,2.85819°E 250.6 msnm        |           |                                | Modifica les dades a Wikidata |

## Misc
| imatge | Nom                         | Ubicat a | instància de      | Detalls                                  | coordenades | Protecció                                  | Commons (més fotos)               | Dades a WD                    |
| ------ | --------------------------- | -------- | ----------------- | ---------------------------------------- | --- | ------------------------------------------ | --------------------------------- | ----------------------------- |
|        | Casa de la Vila de Terrades | Terrades | casa consistorial | Estil: noucentisme                       | 42° 18′ 37″ N, 2° 50′ 20″ E / 42.310257°N,2.839023°E 228 msnm                                                    | bé integrant del patrimoni cultural català | Casa de la Vila de Terrades       | Modifica les dades a Wikidata |
|        | Llindes del carrer de l'Oli | Terrades | llinda            | Estil: arquitectura popular              | 42° 18′ 36″ N, 2° 50′ 16″ E / 42.309944°N,2.837884°E                                                             | bé integrant del patrimoni cultural català | Llindes del carrer de l'Oli       | Modifica les dades a Wikidata |
|        | Pont al torrent Rissec      | Terrades | pont              | Estil: arquitectura popular 18th century | 42° 18′ 35″ N, 2° 50′ 13″ E / 42.309849°N,2.837077°E ca:A ponent del nucli urbà ca:damunt del torrent del Rissec | bé integrant del patrimoni cultural català | Pont al torrent Rissec (Terrades) | Modifica les dades a Wikidata |
|        | Rectoria de Terrades        | Terrades | rectoria          | Estil: arquitectura popular              | 42° 18′ 35″ N, 2° 50′ 17″ E / 42.3098°N,2.83794°E 228 msnm                                                       | bé integrant del patrimoni cultural català | Rectoria de Terrades              | Modifica les dades a Wikidata |
|        | Santa Magdalena             | Terrades | vèrtex geodèsic   | Alt: 1.2m                                | 42° 19′ 28″ N, 2° 49′ 36″ E / 42.324386°N,2.826615°E 518.758 msnm                                                |                                            |                                   | Modifica les dades a Wikidata |
|        | creu de Terrades            | Terrades | creu de terme     |                                          | 42° 19′ 28″ N, 2° 50′ 06″ E / 42.32442877338097°N,2.834924947585147°E                                            |                                            |                                   | Modifica les dades a Wikidata |
|        | font de Terrades            | Terrades | font              | Estil: arquitectura popular 20th century | 42° 18′ 31″ N, 2° 50′ 19″ E / 42.308702°N,2.838524°E ca:C. del Barri del Pont                                    | bé integrant del patrimoni cultural català | Font de Terrades                  | Modifica les dades a Wikidata |